# Curdin Perl
Pour les articles homonymes, voir Perl.
Curdin Perl, né le 15 novembre 1984 à Samedan (Canton des Grisons), est un fondeur suisse, spécialiste des courses de distance.

## Biographie
Curdin Perl pratique d'abord le tennis et le hockey sur glace, puis adopte le ski de fond lorsqu'il gagne ses premières courses. Membre du club Bernina Pontresina, il dispute ses premières courses officielles lors de la saison 2000-2001.
En 2004, il devient le premier suisse à remporter une médaille aux Championnats du monde junior avec l'argent sur le trente kilomètres classique à Stryn. Perl remporte aussi la médaille d'argent sur la poursuite aux Championnats du monde des moins de 23 ans en 2007 à Tarvisio, derrière Dario Cologna.
Il fait ses débuts en Coupe du monde en mars 2005, marque ses premiers points lors de la saison 2006-2007, mais obtient comme premier résultat significatif une victoire en relais à La Clusaz en 2010, en finissant le travail de son équipe avec un écart de 30 secondes environ sur le Russe Maxim Vylegzhanin. L'année suivante, il réalise sa meilleure saison avec comme point d'orgue une quatrième place lors du Tour de ski avec un podium dans la dernière étape.
Perl prend part aux Jeux olympiques d'hiver de 2010, à Vancouver, où il termine 20e de la poursuite, 17e du quinze kilomètres libre et dixième du relais et aux Jeux olympiques d'hiver de 2014 à Sotchi, obtenant comme meilleur résultat individuel une douzième place sur le cinquante kilomètres libre et se classe aussi septième en relais.
En 2013, il se classe deuxième de l'Engadin Ski Marathon, épreuve de longue distance en Suisse.
Dans les Championnats du monde, il fait ses débuts en 2007 à Sapporo et obtient son meilleur résultat individuel en 2013 à Val di Fiemme, avec une onzième place au quinze kilomètres libre et son meilleur résultat en relais en 2017, avec une quatrième place, pour son dernier championnat majeur.

## Palmarès

### Jeux olympiques
| Épreuve / Édition | 15 km                            | 15 km                            | Poursuite / Skiathlon 2 × 15 km | 50 km                            | 50 km                            | Relais | Relais    |
| Épreuve / Édition | libre                            | classique                        | Poursuite / Skiathlon 2 × 15 km | libre                            | classique                        | sprint | 4 x 10 km |
| JO 2010 Vancouver | 17e                              | Épreuve inexistante à cette date | 20e                             | Épreuve inexistante à cette date | —                                | —      | 10e       |
| JO 2014 Sotchi    | Épreuve inexistante à cette date | 22e                              | 26e                             | 12e                              | Épreuve inexistante à cette date | —      | 7e        |

### Championnats du monde
| Épreuve / Édition           | Sprint                           | Sprint                           | 15 km                            | 15 km                            | Poursuite / Skiathlon 2 × 15 km | 50 km | Relais | Relais    |
| Épreuve / Édition           | libre                            | classique                        | libre                            | classique                        | Poursuite / Skiathlon 2 × 15 km | 50 km | sprint | 4 x 10 km |
| Mondiaux 2007 Sapporo       | Épreuve inexistante à cette date | —                                | 28e                              | Épreuve inexistante à cette date | 30e                             | —     | —      | 10e       |
| Mondiaux 2009 Liberec       | —                                | Épreuve inexistante à cette date | Épreuve inexistante à cette date | —                                | —                               | 26e   | —      | 7e        |
| Mondiaux 2011 Oslo          | —                                | Épreuve inexistante à cette date | Épreuve inexistante à cette date | —                                | —                               | 44e   | —      | 9e        |
| Mondiaux 2013 Val di Fiemme | Épreuve inexistante à cette date | —                                | 11e                              | Épreuve inexistante à cette date | 14e                             | 32e   | —      | 6e        |
| Mondiaux 2017 Lahti         | —                                | Épreuve inexistante à cette date | Épreuve inexistante à cette date | —                                | —                               | 52e   | —      | 4e        |

### Coupe du monde
- Meilleur classement général : 14e en 2011.
- 1 podium : 
  - 1 podium en épreuve par équipes : 1 victoire.
- 1 podium d'étape de tour : 1 troisième place.

#### Classements par saison
| Saison / Épreuve | Général | Général | Distance | Distance | Sprint | Sprint | Tour de ski depuis 2007 | Finales depuis 2008              | Nordic Opening depuis 2011 |
| ---------------- | ------- | ------- | -------- | -------- | ------ | ------ | ----------------------- | -------------------------------- | -------------------------- |
| Saison / Épreuve | Place   | Points  | Place    | Points   | Place  | Points | Tour de ski depuis 2007 | Finales depuis 2008              | Nordic Opening depuis 2011 |
| 2007             | 97e     | 26      | 57e      | 26       | -      | -      | —                       | —                                | —                          |
| 2008             | 94e     | 29      | 59e      | 29       | -      | -      | —                       | —                                | —                          |
| 2009             | 53e     | 126     | 38e      | 94       | 65e    | 24     | 29e                     | 32e                              | —                          |
| 2010             | 24e     | 293     | 21e      | 185      | -      | -      | 15e                     | —                                | —                          |
| 2011             | 14e     | 447     | 17e      | 225      | 68e    | 22     | 4e                      | 30e                              | 47e                        |
| 2012             | 72e     | 69      | 50e      | 63       | 93e    | 6      | 35e                     | —                                | 56e                        |
| 2013             | 37e     | 251     | 22e      | 191      | 101e   | 4      | 17e                     | 34e                              | 26e                        |
| 2014             | 144e    | 8       | 90e      | 8        | -      | -      | Abandon                 | —                                | —                          |
| 2015             | 92e     | 48      | 64e      | 28       |        |        | 27e                     | Épreuve inexistante à cette date | 29e                        |
| 2016             | 60e     | 100     | 36e      | 96       |        |        | 30e                     | Épreuve inexistante à cette date | 38e                        |
| 2017             | 120e    | 16      | 79e      | 16       | -      | -      | Abandon                 | Épreuve inexistante à cette date | 58e                        |
| 2018             | 141e    | 6       | 92e      | 6        | -      | -      | Abandon                 | Épreuve inexistante à cette date | -                          |

### Championnats du monde junior
| Épreuve / Édition       | 10 km                            | 10 km                            | 30 km                            | 30 km                            | Relais |
| Épreuve / Édition       | libre                            | classique                        | libre                            | classique                        | Relais |
| Mondiaux 2003 Sollefteå | Épreuve inexistante à cette date | 23e                              | 12e                              | Épreuve inexistante à cette date |        |
| Mondiaux 2004 Stryn     | 9e                               | Épreuve inexistante à cette date | Épreuve inexistante à cette date | Médaille d'argent, monde         | 8e     |

### Championnats du monde des moins de 23 ans
- Tarvisio 2007 :
  -  Médaille d'argent sur la poursuite (30 km).

### Coupe OPA
- 2 podiums.